# Jamie O’Hara (Musiker)
James Paul „Jamie“ O’Hara (* 8. August 1950 in Toledo, Ohio; † 7. Januar 2021 in Nashville, Tennessee) war ein US-amerikanischer Country-Sänger und Songwriter.
Nach einer Sportverletzung musste Jamie O’Hara eine Karriere als Football-Spieler aufgeben und begann, sich mit Musik zu beschäftigen. Zunächst hatte er als Songwriter Erfolg. 1986 erhielt er den Grammy „Best Country Song“ für seine Komposition Grandpa (Tell Me About The Good Old Days).
Er arbeitete viel mit Kieran Kane zusammen und formte mit ihm das Duo The O’Kanes. Es wurden drei Alben produziert: 1987 The O’Kanes, 1988 Tired Of Running und 1989 Imagine That.
Nach der Trennung von Kane spielte er 1994 das Album Rise Above It ein, das qualitativ und stilistisch den O'Kanes-Produktionen gleichkam.
O’Hara war weiterhin als Songwriter erfolgreich. George Jones nahm sein Cold Hard Truth auf. 2002 erschien sein zweites Album Beautiful Obsession.

## Alben
- Rise Above It (1994)
- Beautiful Obsession (2002)